# Apseronszki járás

Az Apseronszki járás a Krasznodari határterületen

Az Apseronszki járás (oroszul Апшеронский муниципальный район) Oroszország egyik járása a Krasznodari határterületen. Székhelye Apseronszk.

## Népesség
- 1989-ben 86 059 lakosa volt.
- 2002-ben 95 048 lakosa volt, melyből 74 411 orosz (78,3%), 10 659 örmény (11,2%), 2 441 ukrán, 1 629 török, 993 grúz, 472 azeri, 420 fehérorosz, 386 tatár, 316 német, 251 görög, 120 cigány, 90 adige.
- 2010-ben 98 891 lakosa volt, melyből 79 318 orosz, 10 349 örmény, 1 483 török, 1 369 ukrán, 1 170 hemsil, 936 grúz, 372 ezid, 328 tatár, 250 fehérorosz, 244 kurd, 220 azeri, 209 német, 188 görög, 171 üzbég, 118 cigány, 83 moldáv, 67 baskír, 61 oszét, 53 mordvin, 52 csuvas, 51 abház, 50 lezg, 48 adige stb.

Az örmények százalékos aránya Neftegorszk településen meghaladja a 20%-ot.